# Osilnica
Osilnica è un comune di 430 abitanti della Slovenia meridionale.

## Storia
Tra 1941 e 1943, a seguito dell'invasione della Jugoslavia da parte delle forze dell'Asse, il comune venne occupato dall'esercito italiano e annesso all'Italia, inquadrato nella Provincia di Fiume col nome italianizzato di Vallombrosa del Carnaro.

## Località
Il comune di Osilnica è diviso in 19 insediamenti (naselja):
- Belica
- Bezgarji
- Bezgovica
- Bosljiva Loka
- Grintovec pri Osilnici
- Križmani
- Ložec
- Malinišče
- Mirtoviči
- Osilnica
- Padovo pri Osilnici
- Papeži
- Podvrh
- Ribjek
- Sela
- Spodnji Čačič
- Strojiči
- Zgornji Čačič
- Žurge